# Benvenuto di Giovanni

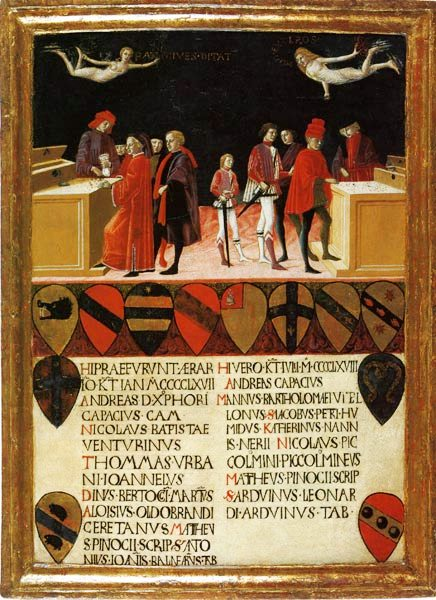
Tavoletta di Biccherna (1468)

Benvenuto di Giovanni ou  Benvenuto di Giovanni di Meo del Guasta (né en 1436 à Sienne - mort en 1509 ou en 1517 ou en 1518 cette même ville) est un peintre italien de l'école siennoise, un des rares du XVe et du début du  XVIe siècle.
Son chef-d'œuvre est un triptyque à la Basilique San Domenico de Sienne, daté de 1475.

## Biographie
Il a été probablement élève de Vecchietta, puis il a été influencé par les œuvres padouanes et florentines.
Benvenuto di Giovanni se maria en 1466 avec Jacopa di Tommaso da Cetona et eut sept enfants.
Pendant 43 ans il peignit des fresques, des tableaux et enlumina des manuscrits et des tavolette di Biccherna.
Son fils Girolamo di Benvenuto devint également peintre et son collaborateur.

## Œuvres
- Le Finanze del Comune in Tempo di Pace e in Tempo di Guerra (1468), tavoletta di Biccherna, no 52 de la collection des archives de l'État de Sienne[2] (attribuée par Bernard Berenson).
- Madonna col Bambino, Collegiata di San Martino, Sinalunga,
- L'Annonciation, 1466, tempera sur bois, 181 × 224 cm, Pinacoteca communale, Volterra, Italie[3]
- Madonna della Misericordia, 1481, commandée  pour la fondation de la Banque de Monte dei Paschi di Siena
- La Mort de sainte Catherine
- La Vierge et l'Enfant entre saint Bernardin et sainte Catherine de Sienne
- Le Jugement de Pâris, sur un bouclier de parade
- L'Adoration de l'Enfant avec saint Jérôme et saint François, Philbrook Museum of Art, Tulsa
- Saint Jérôme dans le désert, Musée du Petit Palais, Avignon
- La Descente du Christ dans les Limbes, 1491, tempera sur panneau de  43 cm × 48,7 cm, National Gallery of Art, Washington
- Saint Jérôme, Wallace Collection, Londres
- Le Massacre des Innocents
- Nativité, miniature d'un antiphonaire, Cleveland Museum of Art
- Vierge et enfant, National Gallery, Londres
- Expulsion du Paradis, 1470
- Adoration des mages, 1470-1475, National Gallery of Art, Washington
- Vierge avec l'Enfant et saints, National Gallery, Londres
- Lamentation du Christ
- Agonie dans le jardin,  National Gallery of Art, Washington
- Christ portant la croix, National Gallery of Art, Washington
- Crucifixion, 1491
- Résurrection, National Gallery of Art, Washington
- Vierge à l'Enfant avec saint Jérôme et saint Bernardin de Sienne, National Gallery of Art, Washington
- Vierge à l'Enfant avec deux anges, Detroit Institute of Arts
- Sainte Catherine de Sienne exorcisant une femme possédée, Denver Art Museum
- Vénus et Cupidon, Denver Art Museum
- Martyre de saint Fabien, musée du Petit Palais (Avignon)
- Le Massacre des Innocents, musée du Petit Palais à Avignon
- Saturnia, chiesa di santa maria maddalena, Madonna col Bambino fra San Sebastiano e Santa Maria Maddalena,  Saturnia

## Galerie

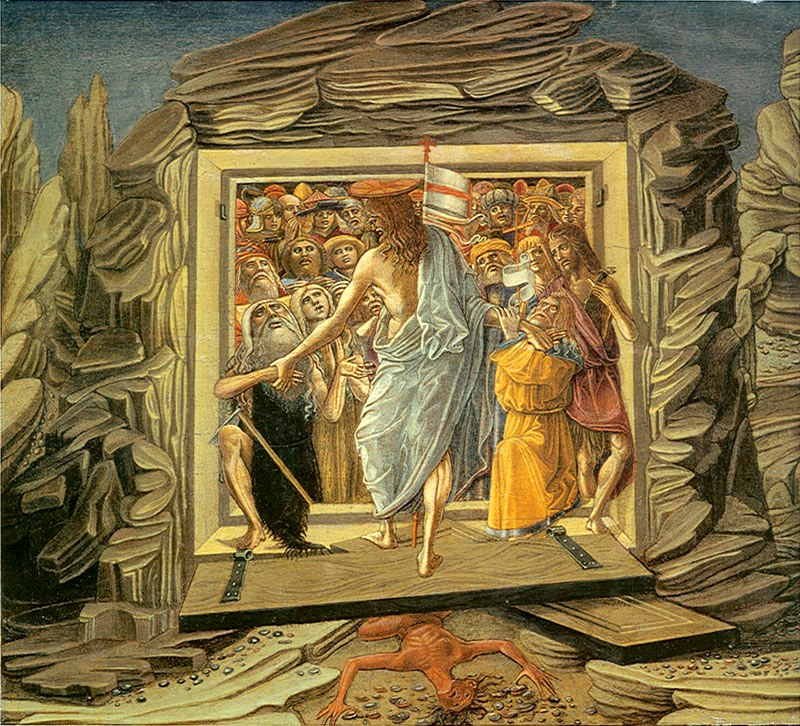
La Descente du Christ dans les Limbes (1491)
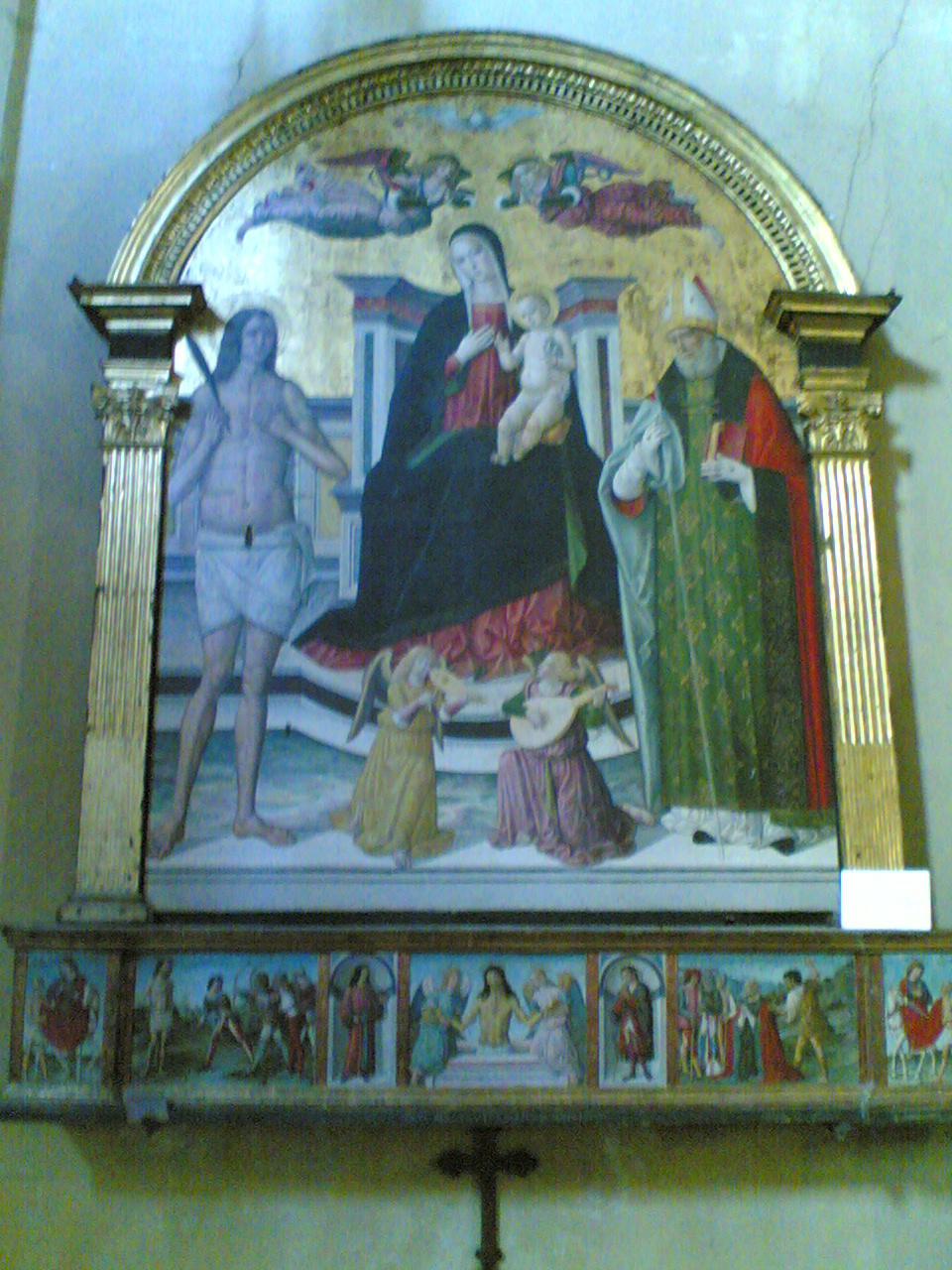
Vierge à l'Enfant de Sinalunga

## Crédit d'auteurs
- (en) Cet article est partiellement ou en totalité issu de l’article de Wikipédia en anglais intitulé « Benvenuto di Giovanni » (voir la liste des auteurs).